# Agonizando en el crimen
Agonizando en el crimen es un thriller español de terror filmado en Madrid y estrenado el año 1968. Dirigido por Enrique López Eguiluz, está protagonizada por el mismo productor, guionista y autor de la música: Juan Logar, nombre artístico de  Juan López García

## Argumento
Un cirujano pierde a su novia en el quirófano y enloquece: cree que ella sigue viva y que los cirujanos la pretenden dañar. Decide asesinar a todos los estudiantes de Medicina que pretenden llegar a cirujanos y cortarles las manos para evitarlo.